# Marceli Handelsman
Marceli Handelsman né le 8 juillet 1882 à Varsovie et mort le 20 mars 1945 au camp de Dora-Nordhausen est un historien polonais, professeur à l'université de Varsovie. Il est spécialiste du Moyen Âge, de l'histoire moderne, et de la méthodologie historique. Résistant, membre de l'Armée de l'Intérieur.

## Biographie
Marceli Handelsman nait le 8 juillet 1882 à Varsovie, dans une famille de lointaine origine juive. Après des études de droit à l'Université impériale russophone de Varsovie, il part pour Berlin, où il commence des études dans le département d'histoire de l'Université à Unter den Linden. En 1906, cependant, il en est exclu en raison de son implication dans des organisations socialistes. Par la suite il poursuit ses études dans diverses universités européennes, dont Paris, Zurich (où il passe son doctorat en 1908), Rapperswil, Vienne et enfin Londres.
Au cours de la Première Guerre mondiale, en 1915, il retourne à Varsovie et est admis à l'Université en tant que professeur d'histoire moderne. Il devient également membre de l'Académie polonaise des sciences. L'un des historiens les plus éminents de l'époque, il est également entre 1918 et 1939 rédacteur en chef de la Revue historique ((pl) Przeglądu Historycznego) et dirige de 1920 à 1935 une Commission pour l'Atlas de l'Histoire des terres polonaises (Atlasu Historii Ziem Polskich). Il est également membre de l'Académie des sciences morales et politiques de Paris et de la Royal Society de Londres.
Médiéviste à l'origine, dans l'entre-deux-guerres il consacre de nombreuses études à l'histoire politique de la Pologne du XIXe siècle, y compris les œuvres du prince Adam Jerzy Czartoryski et le cercle de l'Hôtel Lambert.  Fondateur de l’Institut d’Histoire de l’Université de Varsovie, il forme de nombreux chercheurs. Parmi ses disciples figurent Ludwik Widerszal, Tadeusz Manteuffel, Aleksander Gieysztor, Marian Małowist, Stefan Kieniewicz et Stanisław Herbst.
Après le déclenchement de la Seconde Guerre mondiale il se cache des Allemands en raison de ses origines juives, ce qui ne l'empêche pas de prendre une part active à l'enseignement clandestin en Pologne pendant la Seconde Guerre mondiale en tant que professeur à l'Université clandestine de Varsovie. Après 1942, sous les noms de guerre « Maciej Romanski » et « Maciej Targowski » il travaille à l'Office du renseignement et de la propagande au siège de l'Armia Krajowa.
Arrêté par la Gestapo en 1944, il est envoyé au camp de concentration de Gross-Rosen puis transféré à celui de Mittelbau-Dora où il est assassiné le 20 mars 1945.